# Virgínia Ragsdale
Virgínia Ragsdale   (Jamestown, 13 de desembre de 1870 - Greensboro, 4 de juny de 1945) va ser una matemàtica especialitzada en corbes algebraiques i professora. És més coneguda com la creadora de la conjectura de Ragsdale que va formular el 1906 a l'article “ On the Arrangement of the Real Branches of Plane Algebraic Curve ” (Sobre la classificació de les branques reals de les corbes algebraiques planes), publicat a l' American Journal of Mathematics.

## Biografia
Ragsdale va néixer en una granja a Jamestown, Carolina del Nord, els seus pares van ser John Sinclair Ragsdale i Emily Jane Idol. John va ser oficial a la Guerra Civil, mestre a l'escola Flint Hill i més tard legislador estatal.

Virgínia va documentar els seus primers anys en un article titulat "Our Early Home and Childhood ", escrivint:
Un dels meus primers records era un petit llit de trineu on Ida [la seva germana] i jo dormíem juntes. (…) La casa no tenia cap comoditat. L'aigua arribava des d'una deu al peu del turó, la llet i la mantega s'hi guardaven allà, la bugada es feia allà. Als primers anys o dos, hi havia tres o quatre juntes, nens o joves, que van venir a l'escola del pare. La meva àvia, mare i tia Júlia van contribuir abans i durant la guerra, teixint mantes i pantalons per als vestits dels homes, que van ser venuts a comerciants a canvi de seda i altres béns.

## Trajectòria acadèmica
En el seu tercer any, Ragsdale va ingressar a l'Acadèmia de Salem i es va graduar el 1887 com a millor estudiant amb un diploma addicional en piano. Ragsdale va assistir al Guilford College a Greensboro, Carolina del Nord, on va obtenir la seva llicenciatura el 1892.
Ragsdale va rebre la primera beca del Bryn Mawr College per al millor acadèmic de Guilford College. Va estudiar física a Bryn Mawr College, obtenint un títol de grau en 1896. Va ser elegida becària europea en la promoció de 1896, però va esperar un any abans de viatjar, treballant com a assistent al postgrau de física i matemàtiques de Bryn Mawr.
Juntament amb dos dels seus col·legues (inclosa Emilie Martin), va passar 1897-98 a l'estranger a la Universitat de Göttingen, assistint a conferències de Felix Klein i David Hilbert.
Després del seu retorn als Estats Units, va ensenyar a Baltimore durant tres anys fins que una segona beca, atorgada per l'Associació de Baltimore per a la Promoció de l'Educació Universitària de la Dona, va permetre tornar a la universitat Bryn Mawr per completar el seu doctorat sota la direcció de Charlotte Scott.
La seva dissertació, "Sobre la disposició de les branques reals de les corbes algebraiques planes", va ser publicada el 1906 per l' American Journal of Mathematics. La seva dissertació va abordar el setzè dels problemes de Hilbert, per a això Ragsdale va formular una conjectura que proporcionava un límit superior al nombre de cercles topològics de cert tipus. El seu resultat es diu la conjectura de Ragsdale; va ser una qüestió oberta durant 90 anys fins que Oleg Viro (1979) i Ilya Itenberg (1994) van obtenir contraexemples.

## Trajectòria professional
Després de completar el seu títol, Ragsdale va ensenyar a la ciutat de Nova York i a l'Escola per a Noies del Dr. Sach fins a 1905. Va ser directora de l'Escola Baldwin a Bryn Mawr des de 1906–11 i lectora de Charlotte Scott des de 1908 –10. Ragsdale va tornar a Carolina del Nord el 1911 per acceptar un lloc de matemàtiques al Woman's College de Greensboro (ara coneguda com la Universitat de Carolina del Nord a Greensboro). Va romandre allí durant gairebé dues dècades i es va exercir com a cap de departament de 1926 a 1928. Va encoratjar l'escola a comprar un telescopi i el departament de matemàtiques a afegir estadístiques al pla d'estudis.
El 1928, es va retirar de la docència per cuidar la salut de la seva mare i ajudar a administrar la granja familiar. Després de la mort de la seva mare l'any 1934, va construir una casa a Guilford College, on va passar els seus últims anys fent jardineria, treballant amb mobles, treballant en la genealogia familiar, organitzant clubs de lectura i visitant a estudiants. Després de la seva mort, va donar casa seva al Guilford College, on albergava a professors, exalumnes i visitants. El 1965, el president de Guilford, Grimsley Hobbs es va mudar a la casa de Ragsdale i des de llavors ha estat la llar del president de la universitat.